# Big Eau Pleine
La rivière Big Eau Pleine (Big Eau Pleine River) est un cours d'eau de l'État du Wisconsin aux États-Unis.

## Géographie
Cette rivière prend sa source dans le comté de Taylor. Elle traverse ensuite le Comté de Marathon, et se jette dans la rivière Wisconsin après avoir franchi une retenue d'eau qui forme le "Big Eau Pleine Reservoir" au sud de l'agglomération de Wausau.
Les eaux de la rivière Big Eau Pleine contribuent au bassin fluvial du fleuve Mississippi.
Un autre cours d'eau, portant le même nom mais surnommé Little Eau Pleine en raison de la faible largeur de son lit, coule dans la même région du Wisconsin.

## Histoire
En 1673, les explorateurs français, Jacques Marquette et Louis Jolliet arpentent cette région de la Nouvelle-France.
En 1682, René Robert Cavelier de La Salle explore à son tour cette région septentrionale de la Louisiane française.

## Étymologie
"Eau Pleine", le nom de ces deux cours d'eau, date du XVIIe siècle.